# رکوپراتور

انواع رکوپراتورها یا مبدل‌های حرارتی با جریان متقابل

رکوپراتور یک مبدل حرارتی با جریان متقابل است که از آن برای بازیابی و کنترل و بهینه‌سازی انرژی در واحدهای صنعتی استفاده می‌شود. رکوپراتور در بخش‌های ورودی و خروجی سیستم‌هایی قرار می‌گیرد که هوا نقش سیال خنک‌کننده یا گرم‌کننده را دارد. در این سیستم‌ها، رکوپراتور هوا را از گرمای زاید تولید شده بازپس می‌گیرد.

## شرح عملکرد
در بسیاری از فرایندها، برای تولید حرارت از عمل احتراق استفاده می‌شود. در این گونه فرایندها نیاز به رکوپراتور برای بازپس‌گیری و احیای هوای مورد استفاده برای تداوم چرخه ضروری است. در کل عبارت رکوپراتور به مبدل حرارتی جریان متقابل مایع-مایعی اشاره دارد که برای بازپس‌گیری حرارت در واحدهای صنعتی شیمیایی، صنایع پالایشگاهی وچرخه‌های فرایندی بسته‌ای مانند فرایند جذب آمونیاک-آب، لیتیم‌برم-آب یا چرخه‌های تبریدی استفاده می‌شود.
برای افزایش بهره‌وری کلی در فرایندهای با چرخه بسته، رکوپراتورها اغلب در قسمتی که بخش احتراق موتور گرمایی وجود دارد، تعبیه می‌شوند. برای نمونه، در موتور توربین‌های گازی، نخست هوا فشرده می‌شود و سپس با سوخت مخلوط شده و عمل احتراق برای چرخاندن پرههای توربین رخ می‌دهد. در این فرایند رکوپراتور بخشی از حرارت زاید تولید شده در قسمت خروجی سیستم را به بخش فشرده‌سازی هوا برمی‌گرداند. هوای برگردانده شده نسبت به هوا تازه گرم‌تر است و باعث پیش‌گرم شدن کل هوای ورودی به محفظه احتراق می‌شود که این علاوه بر صرفه‌جویی در هزینه‌های آماده‌سازی هوای ورودی، باعث احتراق مطلوب‌تر و کاهش سوخت مورد نیاز برای رسیدن به دمای مد نظر ورودی توربین نیز می‌شود.

## فرایند انتقال انرژی
فرایند انتقال حرارت از طریق مبادله میان جریان‌های هوا به طور معمول در بازه‌ای رخ می‌دهد که سیال تغییر فاز نداده و گرماهای انتقال یافته صرفاً بر اثر تفاوت دمایی میان دو سیال یا گرماهای محسوس خواهند بود و همچنین در چنین فرایندهایی میزان رطوبت موجود در هوا تغییر نمی‌کند؛ ولی چنان‌چه رطوبت نسبی هوای برگشتی به اندازه‌ای بالا باشد که باعث وقوع چگالش درون دستگاه شود، فرایند دربردارنده لایه‌ای از آب در انتهای دستگاه خواهد شد که دارای گرمای نهان تبخیر است. با وجود این شرایط، بخشی از لایه مایع جاری شده درون دستگاه در اثر تماس با هوا تبخیر شده و در نتیجه باعث بهبود فرایند انتقال حرارت، بالا رفتن دمای هوای ورودی به محفظه احتراق و نهایتاً افزایش بهره‌وری می‌گردد. در چنین حالتی تبادل انرژی درون دستگاه شامل تبادل محسوس و نهان می‌شود؛ یعنی علاوه بر اینکه اختلاف دما میان هوای تازه ورودی و هوای برگشتی از رکوپراتور وجود دارد، حرارت از طریق تبخیر آب نیز به هوا منتقل می‌شود و هوای خروجی، هوایی گرم‌تر و مرطوب‌تر نسبت به حالت پیشین خواهد بود.
البته باید توجه داشت که وقوع چگالش لایه‌ای و مرطوب کردن هوا، باعث تحمیل مقداری افت فشار در دستگاه می‌شود و بسته به نوع ساختار بدنه دستگاه می‌تواند تا %۳۰ مقاومت حرارتی آن را افزایش دهد. اگر دستگاه در فواصل مشخصی و معینی با دستگاهی دیگر جایگزین نشود و همچنین چگالش متوقف نگردد، مصرف انرژی دستگاه از حد معمول فراتر رفته و ضریب بهره‌وری فصلی آن کاهش می‌یابد.

## کاربرد در سیستم‌های تهویه
در مبحث گرمایش، تهویه و سیستم‌های تهویه مطبوع (به اختصار اچ‌وی‌ای‌سی)، رکوپراتورها به طور گسترده برای بازیابی حرارت از هوای خروجی و برگرداندن هوا به جو استفاده می‌شود. این دستگاه‌ها به طور کلی شامل مجموعه‌ای از ورق‌های موازی از جنس آلومینیوم، پلاستیک، فولاد ضد زنگ و الیاف مصنوعی هستند که به صورت یک در میان هر جفت از آن‌ها در هم ادغام شده و تشکیل کانال‌هایی با زوایای معینی نسبت به هم می‌دهند که از درون آن‌ها هوای ورودی و خروجی جریان می‌یابد. با شارش هوا، حرارت از هوا به صفحات یا بالعکس منتقل می‌شود.